# هم‌ارز تی‌ان‌تی

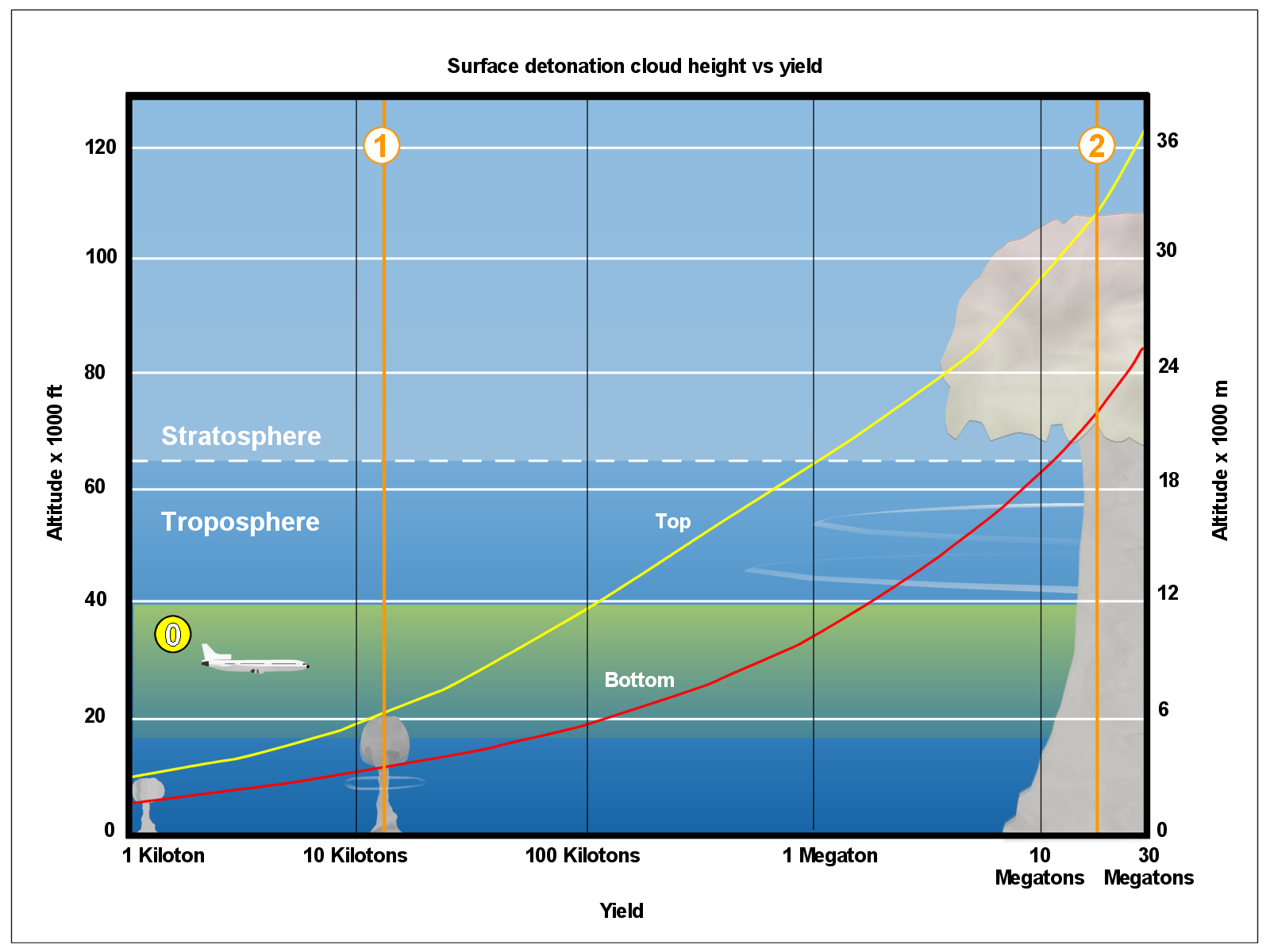
جدول انفجار در مقابل ابر قارچی, نمایش تفاوت میان انفجار ۲۲ کیلوتن فت من و ۱۵ مگاتن کستل براو

هم‌ارز تی‌ان‌تی یا معادل تی‌ان‌تی (به انگلیسی: TNT equivalent) روشی برای ارزیابی میزان انرژی آزاد شده در اثر انفجار است.
یک تن تی‌ان‌تی برابر با ۴.۱۸۴ گیگا ژول است که در اثر انفجار یک تن تری‌نیتروتولوئن آزاد می‌گردد.
یک مگاتن تی‌ان‌تی معادل ۴.۱۸۴ پتاژول انرژی است.
کیلوتن و مگاتن تی‌ان‌تی یکاهایی هستند که به صورت سنتی برای ارزیابی انرژی خروجی از انفجار به کار برده می‌شدند با وجودی که تی‌ان‌تی قدرت انفجار قوی‌ای ندارد و دینامیت ۶۰ درصد قدرت بیشتری نسبت به تی‌ان‌تی دارد. انرژی آزاد شده توسط دینامیت حدود ۷.۵ مگاژول بر کیلوگرم هست در مقابل ۴.۱۸۴ مگاژول بر کیلوگرم که تی‌ان‌تی آزاد می‌کند. از این یکا برای سنجش انرژی آزاد شده بر اثر فعالیت‌های اتمی هسته یا سطح سیاره‌ها و ستاره‌ها نیز استفاده می‌شود.

## مقدار
یک گرم تری‌نیتروتولوئن انرژی‌ای برابر با ۴۱۰۰–۴۶۰۲ ژول آزاد می‌کند
که برای راحتی انرژی آزاد شده توسط یک گرم تی‌ان‌تی را برابر با یک کیلو کالری در نظر می‌گیرند.
| گرم تی‌ان‌تی      | نشان | تن تی‌ان‌تی       | نشان | انرژی        |
| --------------- | ---- | --------------- | ---- | ------------ |
| گرم تی‌ان‌تی      | g    | microton of TNT | μt   | ۴٫۱۸۴‎×۱۰۳ J  |
| کیلوگرم تی‌ان‌تی  | kg   | milliton of TNT | mt   | ۴٫۱۸۴‎×۱۰۶ J  |
| مگاگرم تی‌ان‌تی   | Mg   | ton of TNT      | t    | ۴٫۱۸۴‎×۱۰۹ J  |
| گیگا گرم تی‌ان‌تی | Gg   | kiloton of TNT  | kt   | ۴٫۱۸۴‎×۱۰۱۲ J |
| تراگرم تی‌ان‌تی   | Tg   | megaton of TNT  | Mt   | ۴٫۱۸۴‎×۱۰۱۵ J |
| پتاگرم تی‌ان‌تی   | Pg   | gigaton of TNT  | Gt   | ۴٫۱۸۴‎×۱۰۱۸ J |

## مثال‌ها
- بمب‌های معمول بین کمتر از یک تن تا پدر همه بمب‌ها که ۴۴ تن هست قدرت انفجار دارند.
- مقیاس کوچک، در سال ۱۹۸۵ ایالات متحده برای شبیه‌سازی انفجار اتمی ۴ کیلوتن تی‌ان‌تی (۱۷ تراژول) بزرگترین انفجار برنامه‌ریزی شده تاریخ کره زمین را توسط ۴۴۰۰ تن آنفو انجام داد.
- در تاریخ ۶ اوت ۱۹۴۵ بمب اتمی با قدرت ۱۵ کیلوتن تی‌ان‌تی (۶۳ تراژول) بر روی شهر هیروشیما انداخت و مهمات جنگی اتمی ذخیره شده آمریکا حدود ۰٫۳ کیلوتن تی‌ان‌تی (۱٫۳ تراژول) تا ۱٫۲ مگاتن تی‌ان‌تی (۵٫۰ پتاژول) است.
- در دوران جنگ سرد ایالات متحده آمریکا به بمب هیدروژنی‌ای با قدرت ۲۵ مگاتن تی‌ان‌تی (۱۰۰ پتاژول) رسید و اتحاد جماهیر شوروی سوسیالیستی به بمب اتمی‌ای با نام مستعار بمب تزار دست یافت که دارای قدرت آزمایش شدهٔ ۵۰ مگاتن تی‌ان‌تی (۲۱۰ پتاژول) بود و حداکثر تا ۱۰۰ مگاتن تی‌ان‌تی (۴۲۰ پتاژول) قابل افزایش بود.[۳]